# Авгар IX Велики
Авгар IX Велики (Луције Елије Авгар; лат. Lucius Aelius Megas Abgar IX, грч. μεγας Αβγαρος) — представник сиријске царске династије, владар Осроене од 177. до 212. године.
За вријеме владавине Авгара IX Великог хришћани су мирно живјели под царевим покровитељством. Археолошки налази показују да су се током владавине овога цара подизали хришћански храмови.
На двору Авгара IX, у Едеси, живио је познати сиријски гностик, књижевник, химнописац и музичар Бардесан. Вјерује се да је Бардесан, извршио снажан хришћански уплив на цара, са којим је од младости био пријатељ. Едеса је у то вријеме била мјесто гдје су се стицали хеленски, ирански, хришћански, јудејски, и уопште семитски утицаји.